# La Serra (Lerici)
La Serra è una frazione del comune di Lerici, in provincia della Spezia.

## Storia
Come Tellaro, probabilmente si sviluppò con l’abbandono di Barbazzano e San Lorenzo. Non esiste una data certa della sua fondazione, però si fa menzione del borgo già nell'anno 1141 e più precisamente nel Codice Pelavicino. Anche se in collina, venne dotata di mura difensive nel XVI secolo, per arginare le invasioni turche dell'epoca.
Nel 1921 il borgo contava 826 abitanti. Un decennio dopo il paese ha dato i natali allo scrittore Paolo Bertolani.

## Monumenti e luoghi d'interesse

### Architetture religiose
- Chiesa di San Giovanni Decollato, parrocchiale già dal 1316 come riportato su una piccola lapide presso l’altare maggiore, è però posteriore al 1470, non essendo ricordata nell’Estimo della Diocesi Lunense in questa data. La chiesa attuale è stata costruita nel 1965 sulla precedente, della fine del secolo XVI, conserva una pregevole tela del XVII secolo raffigurante il santo patrono.[1][4]
- Oratorio della Nostra Signora della Misericordia, in località La Rocchetta.[4]

### Architetture civili
- Villa di Verazzano, ha le sue origini in un fondo prediale romano e che alcuni suppongono fosse la patria originaria della famiglia da cui discese il famoso navigatore Giovanni da Verazzano.